# Martin Freund
Martin Freund (* 9. července 1988 Brno) je český psycholog a bývalý komunální politik, v letech 2014 až 2018 zastupitel města Brna, místopředseda hnutí „Žít Brno“.

## Život
Vystudoval bakalářský obor psychologie na Fakultě sociálních studií Masarykovy univerzity (promoval v roce 2013 a získal titul Bc.). Pohybuje se v neziskové sféře, působil v několika občanských sdruženích zabývajících se veřejným prostorem města Brna.
Martin Freund žije v Brně, konkrétně v části Řečkovice a Mokrá Hora.

## Politická kariéra

### Volby do zastupitelstva města Brna v roce 2014
V komunálních volbách v roce 2014 byl zvolen jako nestraník za hnutí „Žít Brno“ do Zastupitelstva města Brna, a to na kandidátní listině subjektu "Žít Brno s podporou Pirátů". V průběhu roku 2015 se stal uvolněným zastupitelem a podílel se na přípravě strategie sociálního začleňování pro znevýhodněné občany, přičemž jeho plat 64 055 Kč hrubého se setkal s kritikou opozice, převážně ČSSD a ODS. Dále působil jako předseda Výboru pro národnostní menšiny a člen Komise sociální, zdravotní a prorodinné politiky.
V průběhu volebního období 2014 až 2018 se stal členem hnutí „Žít Brno“ a od října 2017 zastává po Martinu Landovi v hnutí post druhého místopředsedy. V červenci 2018 spolu s dalšími politiky Žít Brno (Matěj Hollan, Barbora Antonová) přijal výzvu italského premiéra Conteho k poskytnutí útočiště části uprchlíků.

### Volby do zastupitelstva města Brna v roce 2018
Po neúspěšných pokusech o spolupráci se Stranou zelených (společná kandidátka byla podmíněna absencí Matěje Hollana, což Žít Brno odmítlo akceptovat) uspěl v primárních volbách České pirátské strany, kde obsadil 7. místo. Nicméně 14. června 2018 (ve stejný den Žít Brno oznámilo kandidaturu do komunálních voleb v Brně) odstoupil z kandidátky brněnských Pirátů. Jako důvody uvedl údajnou chybějící podporu pro sociální politiku ze strany Pirátů, přání být na kandidátce složené z osobností a údajnou zaujatost pirátské základny vůči lidem z Žít Brno.
V komunálních volbách roce 2018 v Brně tedy Martin Freund znovu kandidoval za hnutí "Žít Brno" na 2. místě kandidátky, ale mandát zastupitele města Brna se mu obhájit nepodařilo. Po volbách se vymezil vůči nové koalici, ve které jsou Piráti, ODS, KDU-ČSL a ČSSD.

### Činnost po komunálních volbách 2018
Martin Freund v současné době pracuje na Bratislavském magistrátu v roli vedoucího oddělení bydlení a pomoci lidem bez domova.
V listopadu 2019 (spolu se Stranou zelených, Hnutím Idealisté a dalšími aktivisty) oznámil vytvoření spolku Otevřené Brno ( tzv. „Obr“),kde je členem výboru. Podle Freunda je cílem „Obra“ artikulovat hlas občanské liberální společnosti v Brně, která podle něj dnes v zastupitelstvu nemá své zastoupení. Do roka chtěl participativně společně s odborníky připravit tzv. Plán-B, což se nestalo.
Ve volbách do zastupitelstev obcí v roce 2022 Freund neúspěšně kandidoval za hnutí Praha sobě do Zastupitelstva hlavního města Prahy i do Zastupitelstva městské části Praha 9.